# Чайная «Столбы»
Дом, в котором по инициативе А. М. Горького была открыта для городской бедноты чайная «Столбы» — памятник градостроительства и архитектуры в историческом центре Нижнего Новгорода. Построен в 1837—1839 годах. Автор проекта — первый городской архитектор Нижнего Новгорода  Г. И. Кизеветтер. 
Историческое здание по адресу Кожевенная улица, 11 сегодня — объект культурного наследия Российской Федерации. 

## История
В январе 1837 года купец первой гильдии Фёдор Петрович Переплётчиков с женой и братом (см. Переплётчиковы) обратились в Нижегородский Строительный комитет с просьбой о строительстве на Живоносновской (сегодня — Кожевенной) улице трёхэтажного дома с двумя флигелями. Проект разработал Г. И. Кизеветтер, но без сметы, так как заказчики хотели возвести строения своими силами. 10 марта 1837 года планы фасадов были высланы в Санкт-Петербург на утверждение, но вследствие того, что на участок под будущим домом поступила претензия, их, не рассматривая, вернули назад.
В феврале 1838 года Переплётчиковы подали повторное прошение, имея на руках владенный указ на землю. Проект выслали в Санкт-Петербург и 26 марта 1838 года он был утверждён Николаем I, предписавшим «Кизеветтеру объявить монаршее удовольствие за красоту сего фасада». По проекту на ризалитном цокольном этаже располагались шесть вытянутых до крыши колонн. Квадровая рустовка и меандровый межэтажный пояс придавали зданию величественный вид. 
Летом 1838 года началось строительство. К концу следующего года дом значился в числе возведённых, где «наружная и внутренняя отделка» ещё продолжались.
16 мая 1844 года дом выгорел, треснули межэтажные балки, но здание восстановил Г. И. Кизеветтер, с сохранением прежнего фасада. В 1845 году, незадолго до смерти, Ф. П. Переплётчиков завещал дом городу. В нём был устроен постоялый двор. В 1901 году здание после очередного пожара приобрёл Д. В. Сироткин. 18 января 1902 года после ремонта в здании по инициативе А. М. Горького для бедняков нижегородского «дна» была открыта чайная «Столбы».